# Metallo monetario
Tra i metalli monetari sono compresi, al minimo, quegli elementi chimici metallici che sono stati storicamente usati come componenti per le leghe usate nella coniazione delle monete. Il termine non è tuttavia definito con esattezza, dato che una certa quantità di metalli sono stati usati per produrre "monete dimostrative" che non sono mai state usate per produrre monete circolanti da parte di qualche stato ma che potrebbero esserlo. Alcuni di questi elementi potrebbero essere in teoria eccellenti per produrre monete (ad esempio lo zirconio), ma il loro status come metalli monetari non è chiaro. In generale, per i problemi causati quando i metalli hanno un loro valore intrinseco nella produzione di beni, c'è stato una tendenza nel XXI secolo verso l'uso, come metalli monetari, di quelli meno esotici e costosi.
Storicamente, la maggior parte del metallo (o lega metallica) usato per la coniazione deriva dai tre membri non radioattivi del gruppo 11 della tavola periodica: rame, argento e oro. Tuttavia ce ne sono altri, anche per le monete in metalli intrinsecamente preziosi.
In ogni caso i metalli preziosi stessi sono sempre usati per monete-lingotti e nel collezionismo di monete.
Monete di cui non era prevista la circolazione o coniate per il valore intrinseco sono state sperimentalmente coniate usando una grande varietà di metalli. In generale le monete coniate per la circolazione devono avere un valore reale sensibilmente più basse. I motivi sono esposti sotto.

## Requisiti del metallo monetario
Monete di cui è prevista la circolazione devono rispondere a requisiti speciali basati sulle condizioni che incontreranno. Per esempio, una moneta può rimanere in circolazione anche oltre 30 anni, così deve avere una resistenza all'usura eccellente e proprietà anti-corrosione. Per raggiungere questi obiettivi necessita l'uso di leghe di metalli non preziosi. Alcuni metalli, come il manganese, sono stati sporadicamente usati nella coniazione, ma hanno il problema di essere troppo duri per ricevere l'impronta con le attuali macchine da coniazione.
Quando si coniano monete, in particolare i valori più bassi, vi è il rischio che il valore del metallo contenuto dalla moneta sia maggiore del valore nominale. Questo porta alla possibilità che le fonderie prendano le monete e le fondano per recuperare il metallo con il valore da rottame. I penny britannici prima del 1992 sono stati realizzati con il 97% di rame; ma a partire dal 2008, sulla base del prezzo del rame, il valore di un centesimo di questo periodo è di 1,5 penny. I moderni centesimi britannici sono ora realizzati in acciaio ramato. Per motivi analoghi, i cent americani una volta erano fatte di leghe di rame, ma dal 1982 sono stati fatti di zinco rivestito di rame.
Questo problema ha portato quasi alla fine dell'uso di una lega metallica base comunemente usata per la coniazione nel XX secolo, chiamata cupronichel, con proporzioni variabili di rame e nichel, più comunemente il 75% Cu 25% Ni.
Cupronickel ha un colore argento, è resistente all'usura e ha eccellenti proprietà, essenziali per il disegno della moneta che deve essere battuta con precisione e rapidità durante la fabbricazione.
Nel XXI secolo, con i prezzi del rame e nichel in aumento, è diventato più comune sperimentare varie leghe di acciaio, spesso acciaio inox.
Ad esempio, in India alcune monete sono state fatte da un acciaio inossidabile che contiene 82% di ferro, il 18% di cromo, e molti altri paesi che coniano monete con un contenuto di metallo che ora vale quasi quanto il valore facciale della moneta, stanno sperimentando diverse leghe di acciaio.

## Leghe più comuni
I metalli monetari puri più frequenti sono certamente l’argento (simbolo chimico: Ag, ma comunemente indicato in numismatica con il simbolo AR) e l’oro (AV o AU). Tuttavia, a parte questi, rivestono una posizione di primaria importanza le leghe, a partire dal bronzo (indicato con AE o Æ).
Nella monetazione moderna sono usate infine leghe speciali, anche coperte da segreto industriale o brevetti.

## Elementi chimici usati nelle monete destinate alla circolazione
- Alluminio
- Antimonio (usato in lega di una moneta cinese del 1931. Usato anche nella lega di medaglie)
- Argento
- Carbonio (in tutte le monete di ferro e acciaio. Alcune monete di "carbone" coniate durante l'iperinflazione nella Germania post prima guerra mondiale)
- Cromo (usato per la placcatura di monete e in qualche rara moneta di acciaio inossidabile)
- Ferro
- Manganese (un po' di manganese è stato usato negli Usa durante la guerra per i "silver nickels", e per le nuove monete da un dollaro, per motivi simili— cercare di mantenere le proprietà magnetiche ed elettriche delle monete precedenti, per le esigenze dei distributori automatici)
- Magnesio (monete in magnesio - alluminio sono usate in India)
- Nichel
- Oro
- Palladio
- Piombo
- Platino
- Rame
- Stagno
- Zinco

## Elementi chimici usati per monete e medaglie non circolanti (commemorative, demo o novità)
- Cobalto (usato nelle medaglie. Sembra che una moneta del Camerun sia stata coniata in cobalto)
- Afnio (Fred Zinkann moneta dimostrativa)
- Molibdeno (moneta dimostrativa – Fred Zinkann) (coniazione di monete da 250-1 once troy nel 2008)
- Niobio (l'Austria ha emesso un certo numero di monete bimetalliche da 25 euro con il niobio al centro)
- Palladio (1/2 Hau di Tonga (98%) e altre monete-lingotto)
- Renio (moneta dimostrativa – Fred Zinkann)
- Rutenio (1967 1/2 Hau di Tonga con 98% di palladio e 2% di rutenio)
- Selenio (medaglia in lega per commemorare Berzelius, scopritore dell'elemento)
- Tantalio (usato in una medaglia bimetallica di argento e tantalio del Kazakistan)
- Tellurio (medaglia ungherese)
- Titanio (l'Austria ha coniato monete bimetalliche commemorative di argento e titanio)
- Tungsteno (le leghe sono troppo dure. Poche monete dimostrative private coniate solo a titolo sperimentale)
- Uranio (solo una medaglia tedesca[1])
- Vanadio (coniazione di monete da 20-1 once troy nel 2011)
- Zirconio (coniazione di monete da 500-1 once troy nel 2012)